# Stazione di Shinano-Sakai
La stazione di Shinano-Sakai (信濃境駅?, Shinano-Sakai-eki) è una stazione ferroviaria della cittadina di Fujimi, nella prefettura di Nagano, e serve la linea linea principale Chūō della JR East. Provenendo da Tokyo è la prima stazione che si incontra nella prefettura di Nagano.

## Linee
East Japan Railway Company
■ Linea principale Chūō

## Struttura
La stazione è dotata di due marciapiedi laterali, con due binari passanti in superficie. Il fabbricato viaggiatori dispone di biglietteria presenziata e sala d'attesa.
| Lato stazione | ■ Linea principale Chūō | per Kami-Suwa, Shiojiri e Matsumoto |
| Lato campagna | ■ Linea principale Chūō | per Kōfu, Shinjuku e Tokyo          |

## Stazioni adiacenti
| «                     | Servizio              | »                     |
| Linea principale Chūō | Linea principale Chūō | Linea principale Chūō |
| --------------------- | --------------------- | --------------------- |
| Kobuchizawa           | -                     | Fujimi                |